# Sciophila quadra
Sciophila quadra är en tvåvingeart som beskrevs av Soli 1997. Sciophila quadra ingår i släktet Sciophila och familjen svampmyggor. Inga underarter finns listade i Catalogue of Life.